# HD 58585
HD 58585，又名BD-21 1925，SAO 173691、HR 2839，是一颗恒星，视星等为6.05，位于銀經236.26，銀緯-2.81，其B1900.0坐标为赤經7h 21m 2.8s，赤緯-21° -2.81′ 6″。